# Xa lộ Liên tiểu bang H-1
Xa lộ Liên tiểu bang H-1 (tiếng Anh: Interstate H-1, viết tắt H-1) là xa lộ liên tiểu bang bận rộn nhất tại tiểu bang Hawaii, Hoa Kỳ. Nó nằm trên đảo O'ahu. Mặc dù nó mang số lẻ nhưng đây là xa lộ liên tiểu bang đông–tây—bộ mã số 'H' (dành cho tiểu bang Hawaii) phản ánh thứ tự mà xa lộ được cấp quỹ và xây dựng. H-1 đi từ Xa lộ Hawaii 93 (Xa lộ Farrington) tại Kapolei đến Xa lộ Hawaii 72 (Xa lộ Kalanianaole) tại Kāhala. Ở phía đông Phố Middle trong thành phố Honolulu (lối ra số 19A), H-1 cũng được biết với tên là Xa lộ cao tốc Lunalilo và đôi khi được cắm biển tên như vậy bằng những biển dấu củ trong trung tâm thành phố Honolulu. Ở phía tây Phố Middle, H-1 cũng được biết với tên là Xa lộ cao tốc Nữ hoàng Liliʻuokalani; tên này được ghi trên một số bản đồ chỉ đường. Đây là xa lộ liên tiểu bang cực nam và cực tây nhất của Hoa Kỳ.

## Mô tả xa lộ

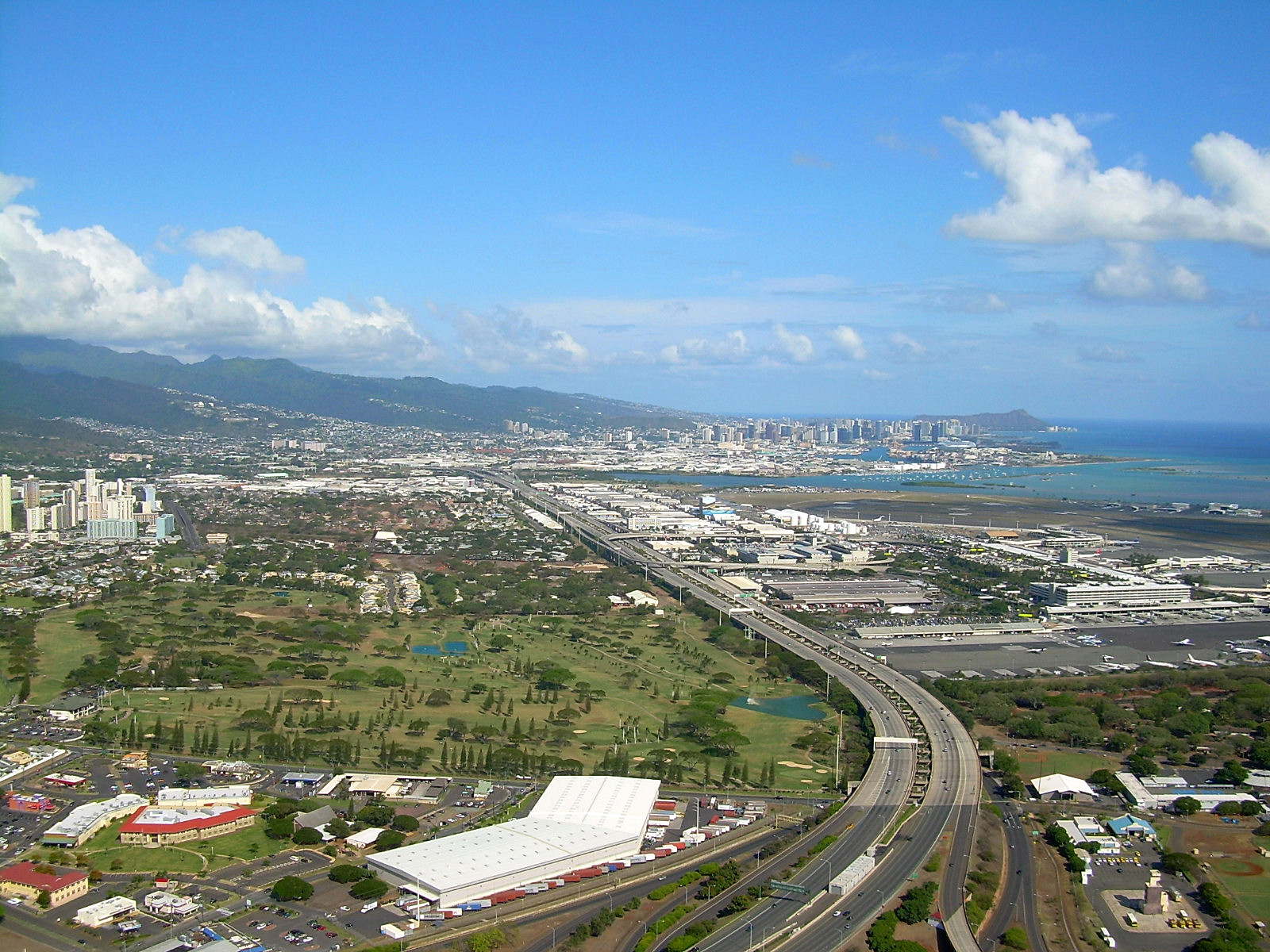
Hình chụp từ máy bay cho thấy Xa lộ Liên tiểu bang H-1 (nhìn về phía đông) từ Phi trường Honolulu hướng vào phố chính thành phố Honolulu

Xa lộ Liên tiểu bang H-1 bắt đầu gần Công viên Công nghệ Campbell trong thị trấn Kapolei, Hawaii. Phía tây điểm này, Xa lộ Tiểu bang Hawaii 93 (Xa lộ Farrington) tiếp tục đi về hướng Waianae. Xa lộ tiếp tục đi về hướng đông, đi qua cộng đồng Makakilo cho đến khi đến điểm giao cắt với Xa lộ tiểu bang 750 (đi hướng bắc đến Kunia) và Xa lộ tiểu bang 76 (đi hướng nam đến Ewa Beach).
H-1 sau đó tiếp tục đi dọc theo rìa phía bắc của Waipahu khoảng 3 dặm (4,8 km) cho đến điểm giao cắt với Xa lộ Liên tiểu bang H-2. Sau đó nó tiếp tục đi về hướng đông qua các thị trấn Pearl City và Aiea khoảng 5 dặm (8,0 km) đến nút giao thông khác mức phức hợp có tên là Halawa. Tại đây nó gặp các xa lộ liên tiểu bang H-3 và H-201. Sau đó xa lộ quay về hướng nam khoảng 2 dặm (3 km), rồi đi về hướng đông ngay sau các lối ra để đi đến Căn cứ Không quân Hickam và Pearl Harbor. Tại điểm này, xa lộ chạy dọc trên một cầu cạn ở phía bên trên xa lộ tiểu bang 92 (Xa lộ Nimitz), đi qua phía bắc của Sân bay quốc tế Honolulu.
Hai dặm qua khỏi lối ra của sân bay, 3 làn xe tách khỏi xa lộ cao tốc tại Lối ra số 18A để nhập vào Xa lộ Nimitz đi về Waikiki trong khi 2 làn xe còn lại bẻ ngoặc hình chữ S để nhập vào điểm đầu phía đông của Xa lộ Liên tiểu bang H-201. Từ đây, H-1 chạy qua thành phố Honolulu dọc theo một loạt các đoạn thấp so với mặt đất và các cầu cạn. H-1 kết thúc trong khu Kahala của thành phố Honolulu gần Trung tâm mua sắm Kahala nơi xa lộ tiểu bang 72 (Xa lộ Kalanianaole) kết thúc.
H-1 có biển tốc độ giới hạn là 60 mph (100 km/h) ở phá tây nút giao thông lập thể Kunia-Ewa-Waipahu; tốc độ giới hạn 55 mph (90 km/h) cho phần còn lại của đoạn đường chạy qua phi trường, và tốc độ giới hạn 50 mph (80 km/h) trên đoạn xa lộ cao tốc Lunalilo chạy bên trong khu vực thành phố Honolulu với một vài đoạn có tốc độ giới hạn là 45 mph (73 km/h).
Suốt các giờ cao điểm buổi sáng trong ngày thường, làn xe cao tốc "có thể đổi chiều" được mở cho chiều đi hướng đông, bắt đầu ngay ở phía tây lối ra Waikele/Waipahu tại Waipahu đến lối ra số 18A là nơi nó nối với điểm bắt đầu của làn xe "có thể đổi chiều" của Xa lộ Hawaii 92. Làn xe có thể đổi chiều của H-1 thường được gọi là "Zipper Lane" (làn xe dây kéo) vì việc sử dụng một bậc cản bê tông có thể di chuyển được và máy kéo bậc cản bê tông này. Làn xe có thể đổi chiều của H-1 và Xa lộ Nimitz chỉ hạn chế dành cho xe buýt, xe máy, và xe chở từ 3 người trở lên sử dụng.

## Lịch sử

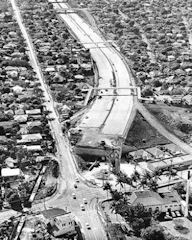
Hình chụp năm 1965 mô tả Xa lộ Liên tiểu bang H-1 đang được xây dựng, nhìn về chiều đi hướng đông, kết thúc tại tại Phố Harding và Phố Kapahulu.

Xa lộ Liên tiểu bang H-1 được phép xây dựng theo Đạo luật Thành lập Tiểu bang 1960 (Statehood Act of 1960) mặc dù tiểu bang Hawaii không có ranh giới với tiểu bang nào khác. Đoạn đường của H-1 chạy qua phố chính thành phố Honolulu thông xe năm 1953 với tên gọi là Mauka Arterial; nó được đưa vào Hệ thống Xa lộ Liên tiểu bang khi Hawaii trở thành một tiểu bang của Hoa Kỳ. Đoạn này phần lớn không thay đổi từ khi nó được khánh thành. Thiết kế của nó thất bại vì có quá nhiều đường dẫn ra/vào, các đường dẫn vào xa lộ nằm cách nhau trên một khoảng quá ngắn, và đường dẫn vào xa lộ gần như ngay lập tức trước một đường dẫn ra (ngược lại các tiểu chuẩn thiết kế hiện tại). Tuy nhiên, đoạn mới của H-1 được xây dựng theo tiểu chuẩn xa lộ cao tốc hiện đại.
Các biển dấu xa lộ liên tiểu bang của Hawaiia đã qua nhiều lần thay đổi. Biển dấu ban đầu gồm có một dấu gạch như theo quy định chính thức (thí dụ H-1); tuy nhiên, các biển dấu này đã được cập nhật với dấu gạch ngang bị bỏ (thí dụ H1). Giống như tại các tiểu bang khác khắp Hoa Kỳ Lục địa, các biển dấu xa lộ liên tiểu bang ban đầu cũng gồm có chữ 'Hawaii' phía trên số xa lộ và phía dưới chữ 'Interstate'.  Trong khi đoạn đường mang tên "Queen Liliuokalani" của Xa lộ Liên tiểu bang H-1 có biển dấu như thế (một biển dấu chiều đi hướng đông tại lối ra số 1, một biển dấu khác chiều đi hướng tây sau lối ra số 19), không có biển dấu nào tương tự cho đoạn có tên Xa lộ cao tốc Lunalilo.

## Xa lộ Liên tiểu bang H-4
Trong thập niên 1960, một xa lộ cao tốc thứ tư, đáng lẽ ra sẽ là Xa lộ Liên tiểu bang H-4, được đề xuất cho thành phố Honolulu.  Ý định xây Xa lộ Liên tiểu bang H-4 là để giảm ù tắc cho Xa lộ Liên tiểu bang H-1 qua phố chính Honolulu.  Nếu nó được xây dựng thì Xa lộ Liên tiểu bang H-4 đã sẽ bắt đầu tại Lối ra số 18 (Nút giao thông lập thể H-1/Xa lộ Nimitz) và đi theo mặt trước biển của thành phố Honolulu đến nút giao thông lập thể Kapiolani (Lối ra số 25B).  Tuy nhiên ý tưởng này không được đông đảo dân chúng tán thành và xa lộ cao tốc này chưa bao giờ được xây dựng.

## Các xa lộ phụ
- Một phần của Xa lộ cao tốc Moanalua được ấn định là Xa lộ Liên tiểu bang H-201. Cho đến giữa năm 2004, nó được cắm biển dấu là Xa lộ 78.